# ヴワディスワフ3世 (ポーランド王)
ヴワディスワフ3世ヴァルネンチク（Władysław III Warneńczyk, 1424年10月31日 - 1444年11月10日）は、ポーランド王（在位：1434年 - 1444年）、ハンガリー王（ウラースロー1世 / I. Ulászló，在位：1440年 - 1444年）。 ヴワディスワフ2世の長男で、母はゾフィア・ホルシャンスカ。カジミェシュ4世の兄。ヴァルナの戦いで戦死したことにちなむ「ヴァルネンチク」（ヴァルナの人）の異称がある。

## 生涯

### ポーランド統治
ヤギェウォ王家の長男として生まれたものの、前王朝ピャスト家の血をひく異母姉ヤドヴィガと、その許婚であるブランデンブルク選帝侯フリードリヒ2世に王位継承の優先権があると主張する反対勢力が立ちはだかっていた。ヤドヴィガの死により反対派の構想は実現を見ず、父ヴワディスワフ2世とポーランドのマグナート（大貴族）の間で長子ヴワディスワフによる継承の合意がなされたものの、幼くして王位についたヴワディスワフ3世とその野心的な母ゾフィアには根強い反発があった。10歳で即位した国王は枢機卿ズビグニェフ・オレシニツキを筆頭とする宮廷の顧問団による補佐を受けた。
ヴワディスワフ3世の治世は当初から困難な状況におかれた。戴冠式では反対派のシュラフタの一人スピテク・ズ・メルシュティナによる妨害を受け、翌日に首都クラクフで行われた伝統的な民衆による新国王への歓呼の時間は、マゾフシェの聖俗の諸侯たちが場所を取り合って互いの従者たちを争わせたために台無しになった。また成長した国王が国事に関して発言しても、事実上の摂政であるオレシニツキ枢機卿はこれを無視し、この状態は1438年にピョトルクフにて召喚されたセイムで「国王が14歳に達したため親政を開始する」という宣言が出された後も変わらなかった。

### ハンガリー王即位、戦死

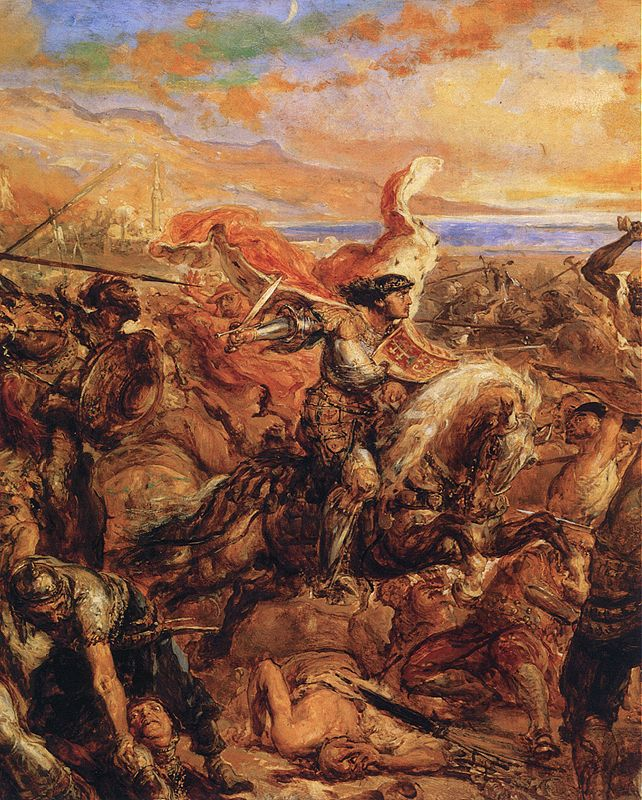
ヴワディスワフ3世の最期

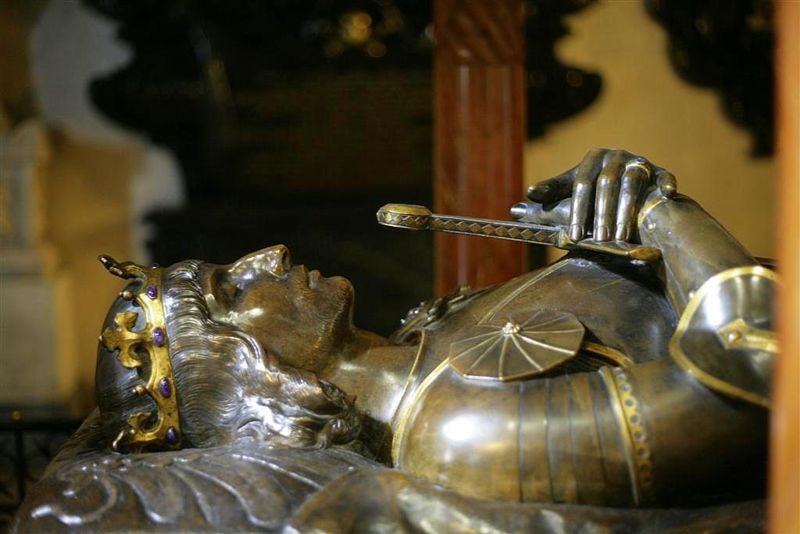
棺の彫刻

1440年、ヴワディスワフ3世はハンガリー国王に推されたが、これを受けるのには多くの問題があった。まず、ハンガリーは当時オスマン帝国の脅威にさらされており、ハンガリーとの同君連合にはポーランド貴族たちの反発が予想された。さらに、先代の王であるハプスブルク家のローマ王アルブレヒト2世の未亡人エリーザベトは妊娠しており、生まれてくる子に将来のハンガリー王位を継がせようと考えていた。
こうした困難にもかかわらず、ヴワディスワフ3世はハンガリー王位を受けることを決め、エリーザベト支持派との2年にわたる内戦を勝ち抜いた。ヴワディスワフ3世は教皇エウゲニウス4世からの多大な援助を受け、その恩返しとしてトルコ人に対する十字軍を組織すると誓った。18歳の国王はポーランドの問題などを完全に気にかけないまま、十字軍への情熱を燃やしていたという。
「キリスト教世界の擁護者」を始めとする様々な称号が、十字軍の戦勝を約束する祝福と共に、教皇特使ジュリアーノ・チェザリーニによってヴワディスワフ3世の許へともたらされた。ただし、ローマからの使節はヴワディスワフに以後2年にわたるオスマン帝国への十字軍続行を約束させる目的があった。オラデアにおいて1443年に結ばれた10年の休戦条約については、異教徒は信用できないので戦いを続行すべきだというローマ教会の主張を国王は受け入れた。
オスマン帝国側には圧倒的な軍事的優位があったが、ヴワディスワフ3世はオスマン帝国がヨーロッパ全土に及ぼしうる力を持っていることを認識できなかった。それゆえ、1444年11月10日のヴァルナの戦いで従軍していたフニャディ・ヤーノシュの制止を振り切って帝国軍の中央へ突撃、スルタン直属の親衛隊イェニチェリの反撃を受けて戦死した。同じく従軍していたチェザリーニもこの戦いで戦死した。
ヴワディスワフ3世は未婚であり、子供も無いまま死去した（ヤン・ドゥウゴシュの年代記の記述から、現代では同性愛者だったのではないかとする説まである）。ハンガリー王位はかつてのライバルであったエリーザベトの遺児ラディスラウス・ポストゥムスが幼くして継承し、ポーランド王位は3年の空位期間を経て弟のカジミェシュ4世が継承した。後にカジミェシュ4世の孫の一人でハンガリー王位を継いだラヨシュ2世が、1526年にモハーチの戦いでヴワディスワフ3世と同じ運命をたどることとなった。

## 伝説

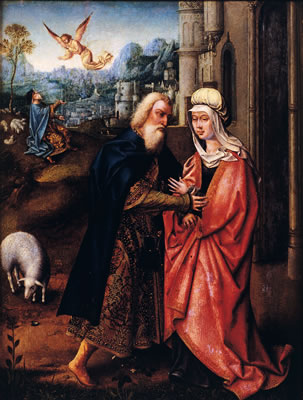
ヴワディスワフが後景に描かれた「金門の出会い」

ポルトガルの伝説によれば、ヴワディスワフ3世はヴァルナの戦いを生き延び、長い旅のあとマデイラ島に聖なる王国を建国した。アフォンソ5世は彼にマデイラ諸島のカボ・ギラオを与え、死ぬまでの領地として保証した。ヴワディスワフ3世は「アレマニオ（ドイツ人）のエンリケ」の名で知られ、アフォンソ5世を仲人としてアニェスという貴族の娘を娶り、2人の息子をもうけた。またアレクサンドリアのカタリナの同伴騎士となり、1471年にマッダレーナ・ド・マールにカタリナとマグダラのマリアに捧げる教会を建立したという。この教会はアドラシオ・デ・マキーコの工房で製作されたヨアキムとアンナの金門の出会いを主題とした絵画（16世紀初め）に描かれたため、教会の傍にはヴワディスワフ3世が登場している。

## コロンブスの父親?
アメリカ、ノースカロライナ州にあるデューク大学の歴史学者マヌエル・ロサは、2010年10月にスペインで出版した『コロンブス：語られなかったストーリー』の中で、ヴワディスワフ3世はクリストファー・コロンブスの実の父親であると結論している。
ロサによると、以下のような傍証は、コロンブスがヴワディスワフ3世の実の息子であり、当時のヨーロッパの王侯貴族たちはそれを暗黙裡に承知していたことを指し示しているという。
1. アメリカ大陸を発見して名を挙げる15年も前に、平民出身という定説のコロンブスはポルトガル王の認可のもとにポルトガル貴族の娘と結婚しており、当時としてはそのような結婚はあり得ない。
2. コロンブスの持っていた地理、天文学、地図の知識、そして兄弟と通信する際に彼の使っていた暗号法は、高度な教育を必要としたはずで、これは彼が学者であることを示しており、自学自習で学問を身に着けたというそれまでの定説にそぐわない。
3. 1498年に書かれた最後の遺書では「私はジェノヴァで生まれた」と書かれているが、この遺書は彼の死後80年たって、彼の遺産を狙うイタリア人たちによって、彼の名を「コロンボ」として偽造されたものである。
4. コロンブスの使っていた家紋は、ポーランド王家の紋章とよく似ている。
5. セビリアのスペイン王宮（アルカサル）にあるコロンブスの肖像では、彼の袖に王冠が隠されていた。
6. 南欧では珍しいがポーランド（一帯）ではよく見かける、赤い髪、白い肌、青い目がコロンブスの外見上の特徴である。（ヴワディスワフ3世の父ヴワディスワフ2世はリトアニアの出身で、祖母ゾフィアはルーシ地方の出身である）。

ロサはポーランド政府に対し、クラクフの王宮に安置されているヴワディスワフ2世の遺体などのDNA鑑定を要請している。セビリアの大聖堂に遺体のあるコロンブスのDNAはすでに採取されていることから、この鑑定によってコロンブスがヴワディスワフ3世の実の息子であることが証明されるからである。
5年前にコロンブスと彼の兄弟のDNAが採取され、全ヨーロッパでコロンブス家の子孫と思われる477人の人々のDNAと照合されたが、彼の親類も子孫も明確ではなかった。その当時ポーランド説はまだ浮上しておらず、検査の想定外だった。